# Policía Nacional del Perú
La Policía Nacional del Perú (PNP) es una institución del Gobierno Peruano creada para garantizar el libre ejercicio de los derechos fundamentales de las personas y el normal desarrollo de las actividades ciudadanas, adscrita al Ministerio del Interior, y cuyo lema es «Dios, patria y ley». Es heredada de sus predecesoras: la Guardia Civil del Perú, la Policía de Investigaciones del Perú y la Guardia Republicana del Perú  cuya disciplina está regida por sus propios reglamentos (régimen disciplinario de la PNP) y por el Código Penal Militar Policial.
La Policía Nacional del Perú es una institución del Estado con calidad de órgano ejecutor, que depende del Ministerio del Interior, con competencia administrativa y autonomía operativa para el ejercicio de la función policial en todo el territorio nacional, en el marco de lo previsto en el artículo 16 de la Constitución Política del Perú.
Es profesional, técnica, jerarquizada, no deliberante, disciplinada y subordinada al poder constitucional. Sus integrantes se deben al cumplimiento de la ley, el orden y la seguridad en toda la república. Participa en el sistema de defensa nacional, defensa civil, desarrollo económico y social del país.

## Historia

### Antecedentes
Luego de la Proclamación de la Independencia del Perú en 1821 por José de San Martín se crearon la Guardia y la Milicia Cívica, teniendo como inspector general de todas las Guardias y Milicias Cívicas a José Bernardo de Tagle. El Libertador Simón Bolívar, mediante decreto del 7 de enero de 1825, dispone, en el artículo 1.º del mismo, que: «en cada capital de los departamentos de la República se levantará una fuerza de infantería y caballería con la denominación de Milicia Nacional», cuyos objetivos fueron los indicados en los artículos de la Constitución desde el 168 hasta el 172, ambos inclusive, del Capítulo 2 Sección 3. Esta Guardia Nacional, formada sobre la base de personal licenciado del ejército y organizada bajo un sistema castrense, constituyó también la reserva del Ejército del Perú y fue parte de las fuerzas armadas.

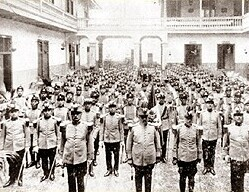
Batallón de Gendarmes de Infantería Guardia Republicana del Perú N.º 1 en su cuartel de la calle Sacramentos de Santa Ana en los Barrios Altos.

En 1845, Ramón Castilla, durante su primer gobierno, dispuso de una nueva organización de la Guardia Nacional, distribuyéndola en todos los departamentos, dictó nuevas normas y una reglamentación encaminada a delimitar funciones de las autoridades Políticas y de la Inspección General de la expresada Fuerza. En 1851, José Rufino Echenique reorganizó las Fuerzas de Policía en un solo Cuerpo y creó la Gendarmería Nacional del Perú.
En 1855, Castilla, inició su segundo gobierno procediendo a reorganizar la Gendarmería, fusionando en ella los Cuerpos de Policía existentes, estableciendo estrictos requisitos de ingreso e incrementando sus efectivos. Manuel Pardo y Lavalle, asumió la presidencia el 2 de agosto de 1872, siendo una de sus primeras acciones reorganizar las Fuerzas Policiales, así fue como nació la Guardia Civil del Perú. La conformación de esta antigua policía duró hasta 1919, año en el que durante el Oncenio de Leguía se decidió reorganizarla mediante dos decretos supremos expedidos el 7 de agosto de 1919.
Leguía, a sugerencia del general Gerardo Álvarez, dispuso, emulando a la Guardia Republicana de Francia, que el Batallón de Gendarmes de Infantería N.º 1 se denominara Batallón de Gendarmes de Infantería Guardia Republicana del Perú N° 1, dándole como misión la seguridad del Palacio de Gobierno y del Congreso de la República. El 15 de septiembre de 1948, José Luis Bustamante y Rivero otorgó autonomía al Cuerpo de Investigación y Vigilancia y el 3 de junio de 1960 cambió su nombre por el de Policía de Investigaciones del Perú. Desde entonces en el país existieron tres cuerpos de seguridad: la Guardia Civil del Perú, la Policía de Investigaciones del Perú y la Guardia Republicana del Perú.

### Creación
El presidente Alan García, durante su primer gobierno, inició el 14 de septiembre de 1985, al amparo de la ley 24294 aprobada por el Congreso de la República, un proceso de reorganización de las Fuerzas Policiales. El 4 de febrero de 1986, continuando con el proyecto emprendido, se expidieron los Decretos Legislativos Nros. 370, 371, 372 y 373 referentes a la Ley Orgánica del Ministerio del Interior, la Ley de Bases de las Fuerzas Policiales, Leyes Orgánicas de la Guardia Civil, de la Policía de Investigaciones y de la Guardia Republicana.

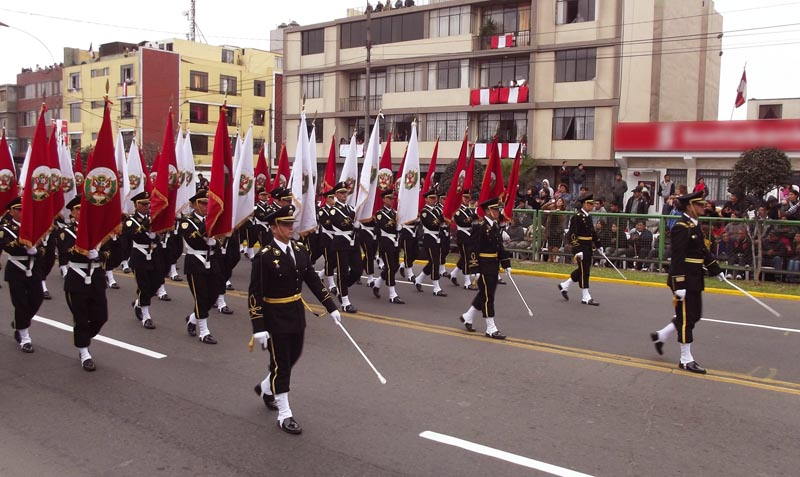
Escuela de Oficiales de la Policía Nacional del Perú durante la Gran Parada Militar de 2012.

El decreto legislativo N.º 371 Ley de Bases de las Fuerzas Policiales sentó los pilares para la creación definitiva de la Policía Nacional del Perú. La citada ley estableció un comando único (esto es la Dirección General de las Fuerzas Policiales) y la formación también de un solo centro de estudios para la preparación de los oficiales policías (denominado Escuela de Oficiales de las Fuerzas Policiales con sede en el antiguo Centro de Instrucción de la Guardia Civil Mariano Santos del distrito de Chorrillos) y de una escuela nacional para los guardias y agentes (denominada Escuela Nacional de Policía con sede en el antiguo Centro de Instrucción de la Guardia Republicana del distrito de Puente Piedra).
El 7 de diciembre de 1988 fue publicada la ley 24949 del 6 de diciembre de 1988 que modificando los artículos pertinentes de la Constitución de 1979 creó definitivamente la Policía Nacional. Los objetivos que se buscaron fueron, entre otros, integrar las tres Fuerzas Policiales, hacer un mejor uso de los recursos económicos, desaparecer los conflictos que existían entre ellas originados por dualidad de funciones y, sobre todo, ofrecer un mejor servicio a la sociedad. Con motivo de la unificación de las Fuerzas Policiales la Guardia Civil, la Policía de Investigaciones y la Guardia Republicana pasaron a denominarse Policía General, Policía Técnica y Policía de Seguridad hasta fines de 1992, luego cambiaron las denominaciones por códigos, la Policía General era identificados con el código 1, Policía Técnica era identificados con el código 2 y Policía de Seguridad eran identificados con el código 3. Los de la PNP que egresaron desde el año 1993 hacia adelante eran identificados con el código 4 y los asimilados eran identificados con el código 5.
Luego de la creación de la Policía Nacional, se designó a Santa Rosa de Lima, por decreto supremo N.º 0027-89-IN, publicado el 18 de septiembre de 1989, como su Patrona. En 1995 Santa Rosa de Lima fue condecorada con la Orden al Mérito de la Policía Nacional en el grado de Gran Cruz otorgándosele además la Banda Honorífica de Generala de la Policía Nacional del Perú, en su condición de Patrona del Instituto. En el Calendario Anual de Festividades Institucionales de la Policía Nacional, se designó al 30 de agosto de cada año como el Día de Santa Rosa de Lima y de la Virtud Policial, conforme a lo establecido en el decreto supremo N.º 0027-89 y la resolución directoral N° 355092 del 6 de agosto de 1992.

### Policía Femenina de la PNP
Por Resolución Directoral de 5 de febrero de 1987 se dispone el cambio de denominación de la Escuela de Policía Femenina de la Guardia Civil, con sede en el distrito de San Bartolo, por el de Escuela de Policía Femenina de las Fuerzas Policiales. Por Resolución Ministerial N.º 101-89-IN/DM del 6 de mayo de 1989 se autoriza el ingreso de personal femenino a la Escuela de Guardias de la Policía Nacional del Perú.
El 11 de enero de 1992 con Memorándum N.º 06-92-DGPNP/SG se dispone de la reapertura de la Escuela de Policía Femenina.

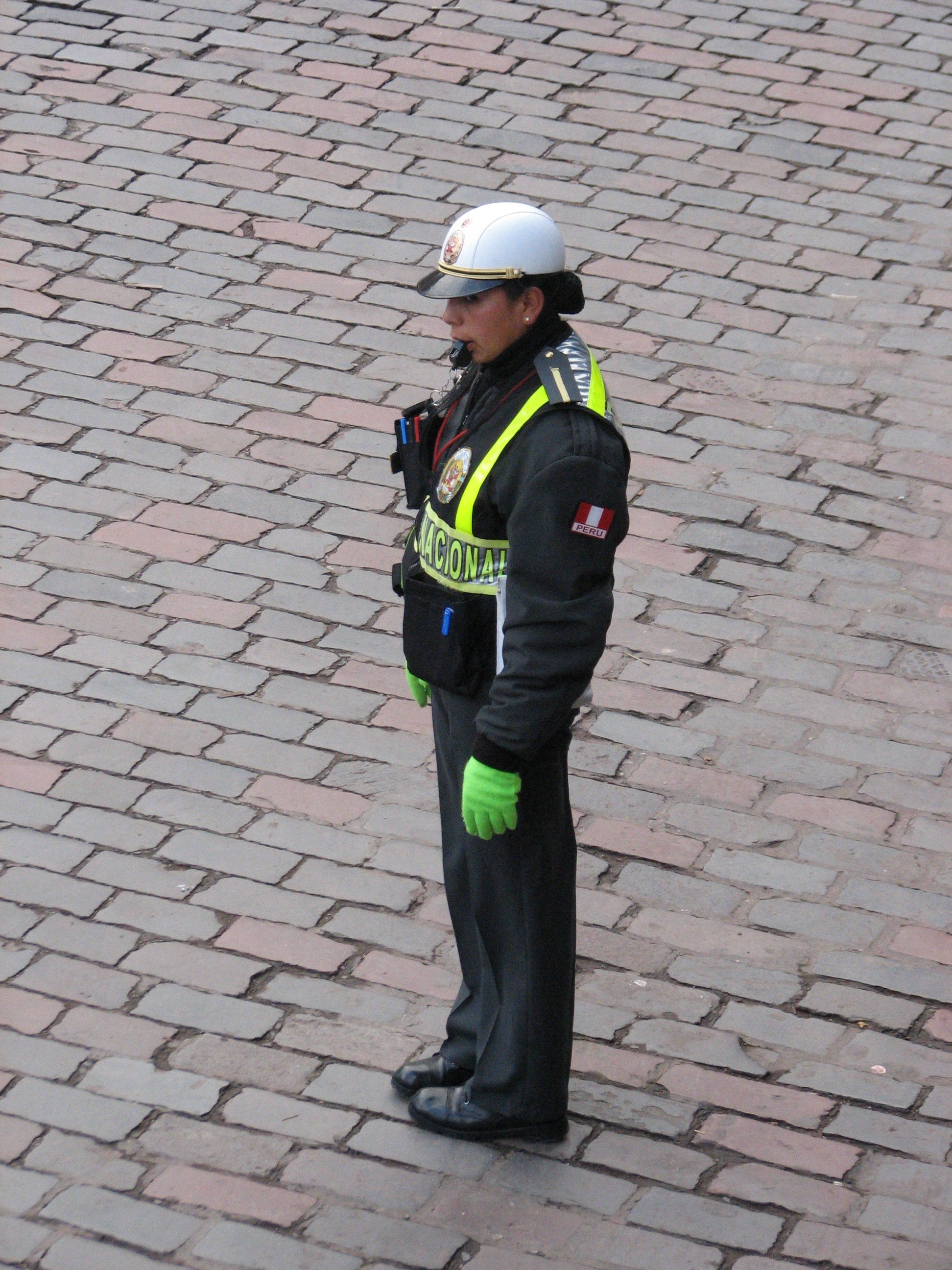
Suboficial PF-PNP de Tránsito en la ciudad del Cuzco. La aparición de la Policía Femenina en la PNP se remonta a 1992.

Con Resolución Directoral N.º 54-92 del 6 de febrero de 1992 a la Escuela de Policía Femenina de las Fuerzas Policiales se le cambia de nombre por el de Escuela de Suboficiales de la Policía Femenina de la Policía Nacional del Perú (ESOPF-PNP).
La Escuela de Policía Femenina de la PNP comenzó a funcionar, provisionalmente, en 1992.
En el local del antiguo Cuartel de la Guardia Republicana “Teniente Coronel GRP Juan Benites Luna”, en la calle Los Cibeles, Rímac, y con fecha 1 de abril de 1992 causa alta, como alumnas, la primera promoción de la Escuela de Policía Femenina de la PNP integrada por 174 alumnas que egresaron al servicio, causando alta como Suboficiales de 3.ª PF-PNP, con fecha 1 de enero de 1993.
Posteriormente ingresa la segunda promoción de la Escuela de Suboficiales de la Policía Femenina de la Policía Nacional del Perú integrada por 136 alumnas quienes egresan el 17 de diciembre de 1993.
Aunque la PNP no ha precisado la fecha exacta de creación de la Policía Femenina dentro de la Policía Nacional del Perú, a falta de un referente histórico propio la Policía Femenina de la PNP celebra su día (como el día de la mujer policía) el 2 de mayo de cada año no obstante que dicho día es ajeno a la historia de la Policía Femenina de la PNP porque en ese 2 de mayo de 1956, cuarenta damas se incorporan al Cuerpo de Investigación, Vigilancia e Identificación (C.I.V.I.), causando alta a partir del 1 de mayo de 1956, como Alumnas de la Sección Femenina de la Escuela de Auxiliares de Investigaciones de la Escuela de Detectives de la Escuela Nacional de Policía.  
La PF-PNP tiene en la Suboficial de 3.ª PF-PNP Marilyn Marisel Solier Gavilán su mártir-símbolo. Ella, que era miembro de la unidad antinarcóticos de Ayacucho, cayó abatida por una columna de narcotraficantes a las 7 de la noche del domingo 23 de marzo de 2008 en Quinua, Ayacucho, cuando la patrulla de la policía antidrogas, que ella integraba, retornaba a su base por la selva ayacuchana siendo esta emboscada por narcotraficantes armados con fusiles de guerra. Ella fue póstumamente ascendida al grado inmediato superior de Suboficial de 2.ª PF-PNP por la causal de haber fallecido en acto del servicio.

### Reforma policial
En el año 2001, la PNP fue reformada a partir del Informe Final de la Comisión Especial de Reestructuración de la PNP.

## Funciones

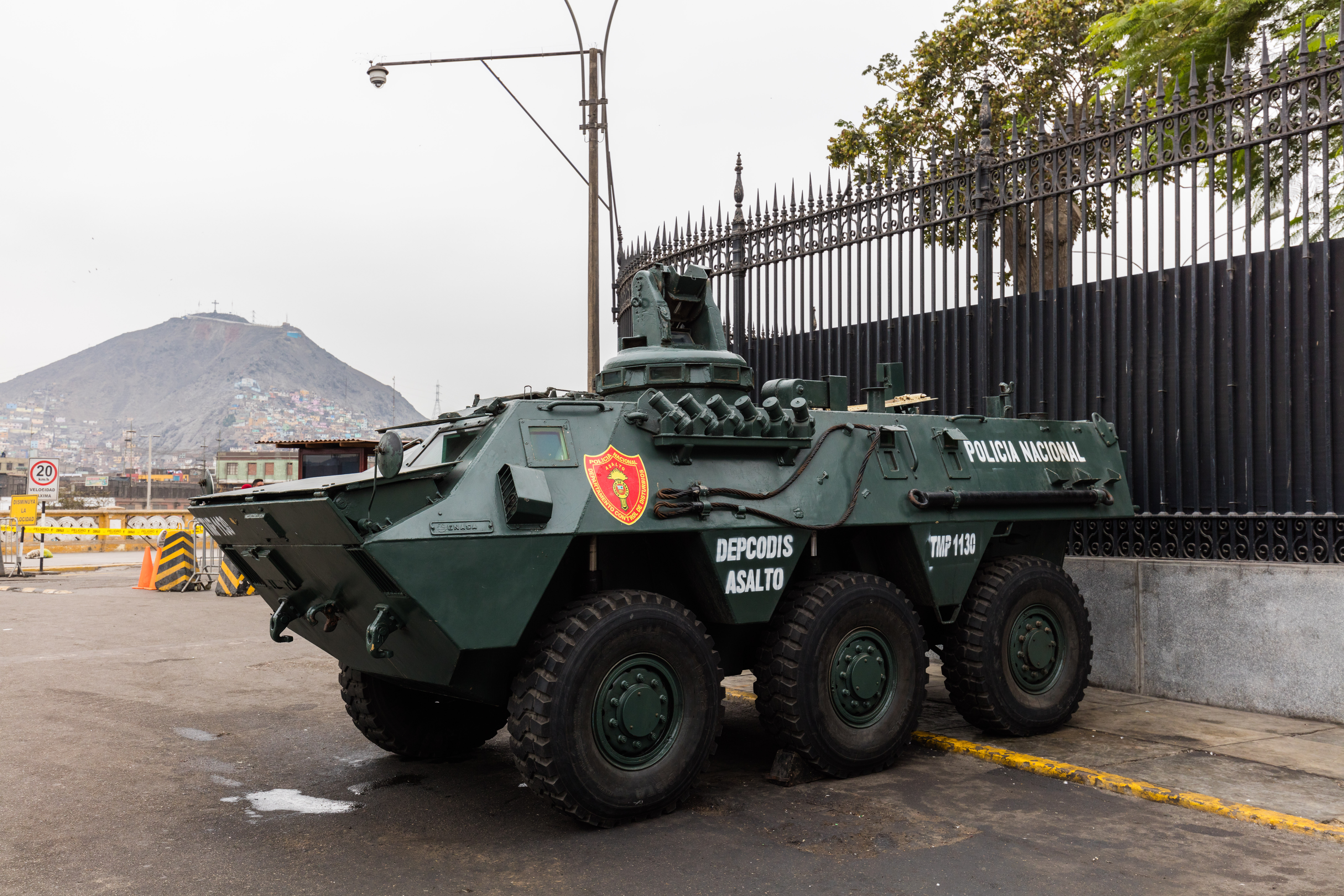
BMR antidisturbios en Lima de la Policía Nacional del Perú.

Según la Ley de la Policía Nacional del Perú, sus funciones son:

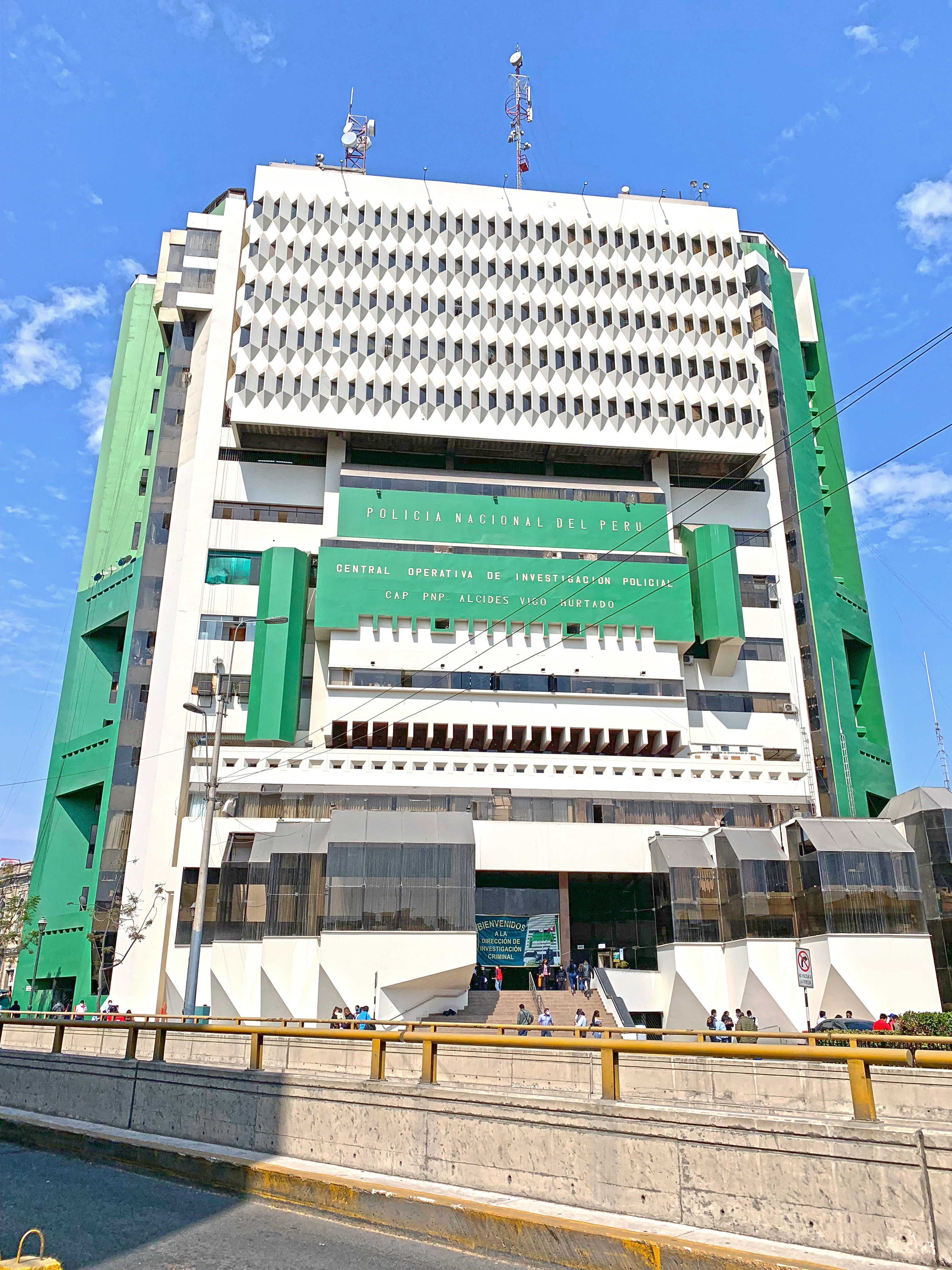
Central Operativa de Investigación Policial.

1. Garantizar, mantener y restablecer el orden interno y el orden público.
2. Mantener la paz y la convivencia social pacífica, garantizando la seguridad, tranquilidad y orden público.
3. Promover e implementar mecanismos de coordinación y articulación en favor de la seguridad ciudadana.
4. Prestar servicios de seguridad ciudadana en coordinación con los Gobiernos Locales y Regionales.
5. Garantizar el cumplimiento de las leyes y la seguridad del patrimonio público y privado.
6. Garantizar los derechos de las personas y la protección de sus bienes, privilegiando de manera especial a la población en riesgo, vulnerabilidad y abandono, incorporando los enfoques de derechos humanos, género e interculturalidad en sus intervenciones.
7. Brindar seguridad y protección al Presidente de la República en ejercicio o electo, a los Jefes de Estado en visita oficial, a los Presidentes de los Poderes Públicos y de los organismos constitucionalmente autónomos, a los Congresistas de la República, Ministros de Estado, así como a diplomáticos, dignatarios y otras personalidades que determine el reglamento correspondiente.
8. Prevenir, combatir, investigar y denunciar la comisión de delitos y faltas previstos en el Código Penal y leyes especiales.
9. Prevenir y combatir la delincuencia común, organizada y el crimen organizado, mediante acciones de sensibilización social, operaciones policiales e investigaciones de delitos comunes y de alta complejidad ; inclusive en el entorno digital o ciberespacio.
10. Intervenir en la ejecución de los procedimientos de extinción de dominio, de conformidad con las normas legales vigentes.
11. Prevenir e investigar la comisión de delitos relacionados con el empleo de sustancias químicas, incluidos los insumos químicos, productos y subproductos o derivados, maquinarias y equipos utilizados para la elaboración ilegal de drogas y minería ilegal.
12. Obtener, custodiar, asegurar, trasladar y procesar indicios, evidencias y elementos probatorios relacionados con la prevención e investigación del delito, poniéndolos oportunamente a disposición de la autoridad competente.
13. Practicar y emitir peritajes oficiales de criminalística para efecto de procesos judiciales y otros derivados de la función policial.
14. Asumir y realizar la investigación del delito desde el conocimiento de la noticia criminal, comunicando al Ministerio Público en concordancia con el Código Procesal Penal y las leyes de la materia.
15. Investigar la desaparición y trata de personas.
16. Administrar el Sistema Criminalístico Policial, en armonía con las normas que la regulan.
17. Administrar el sistema de inteligencia policial, en armonía con las normas que regulan el Sistema Nacional de Inteligencia.
18. Vigilar y controlar las fronteras, así como prestar apoyo a la Superintendencia Nacional de Migraciones para el cumplimiento de las disposiciones legales sobre el control migratorio.
19. Prevenir, investigar y denunciar ante las autoridades que corresponda, los accidentes de tránsito, y las infracciones previstas en la normatividad vigente.
20. Fiscalizar el cumplimiento de las normas de tránsito por parte de los usuarios de la infraestructura vial; y de manera subsidiaria las normas de transporte en la red vial nacional; así como garantizar, mantener y restablecer el libre tránsito y seguridad vial.
21. Garantizar el cumplimiento de los mandatos escritos del Poder Judicial, Tribunal Constitucional, Jurado Nacional de Elecciones, Ministerio Público y la Oficina Nacional de Procesos Electorales, en el ejercicio de sus funciones.
22. Garantizar el cumplimiento del Código Administrativo de Contravenciones de la Policía.
23. Participar subsidiariamente, a solicitud del Instituto Nacional Penitenciario (INPE), en la seguridad de los establecimientos penitenciarios y en seguridad externa del traslado de los procesados y sentenciados de conformidad con la normatividad vigente.
24. Participar en la política de eco eficiencia del Estado y en el cumplimiento de las disposiciones relativas a la protección y conservación de los recursos naturales y del ambiente.
25. Velar por la seguridad de los bienes y servicios públicos, en coordinación con las entidades estatales correspondientes.
26. Garantizar la seguridad y protección de los bienes integrantes del Patrimonio Cultural de la Nación y de aquellos que se presuman como tales; así como la de los turistas y sus bienes.
27. Participar en la Defensa Nacional, Defensa Civil y en el desarrollo económico y social del país.
28. Identificar a las personas con fines policiales.
29. Participar en Operaciones de Paz convocadas por la Organización de las Naciones Unidas (ONU) y otros organismos internacionales.[18]
30. Ejercer las demás funciones que le señalen la Constitución, las leyes y sus reglamentos.

## Organización
1. Alto Mando.[19]
  - Dirección General.
    - Dirección de Educación y Doctrina Policial

  - Estado Mayor General.
    - Dirección de Investigaciones y Gestión del Conocimiento.
    - Dirección de Asesoramiento Operativo.
    - Dirección de Derechos Humanos.

  - Inspectoría General.
    - Dirección de Inspecciones.
    - Dirección de Investigaciones.
2. Comando de Operaciones Policiales.
  - Dirección de Asuntos Internacionales.
  - Dirección de Aviación Policial
  - Dirección de Inteligencia.
  - Dirección de Criminalística.
  - Dirección de Sanidad Policial
3. Secretaria Ejecutiva.
  - Dirección de Asesoría Jurídica.
  - Dirección de Planeamiento Institucional.
  - Dirección de Administración.
  - Dirección de Recursos Humanos.
  - Dirección de Bienestar y Apoyo al Policía.
  - Dirección de Tecnología de la Información y Comunicaciones.
  - Dirección de Comunicación e Imagen Institucional.
4. Órgano de Control Institucional.
5. Órganos Consultivos.
  - Consejo de Alta Dirección.
  - Consejo de Calificación.
  - Consejos de Investigación.
  - Comisiones Consultivas.
6. Órganos de Administración Interna.
  - Órganos de Asesoramiento.
  - Órganos de Apoyo Administrativo.
  - Órganos de Apoyo Policial.
7. Órganos de Línea.
  - Dirección Nacional de Investigación Criminal
    - Dirección de Medio Ambiente.
    - Dirección Antidrogas.
    - Dirección Contra el Terrorismo.
    - Dirección de Investigación Criminal.
    - Dirección de Investigación de Lavado de Activos.
    - Dirección Contra la Trata de Personas y Tráfico de Migrantes.
    - Dirección Contra la Corrupción.
    - Dirección de Policía Fiscal.
    - División de Investigaciones de Alta Complejidad.[20]

  - Dirección Nacional de Orden y Seguridad
    - Dirección de Seguridad de Estado.
    - Dirección de Operaciones Especiales.
    - Dirección de Seguridad Integral.
    - Dirección de Tránsito, Transporte y Seguridad Vial.
    - Dirección de Seguridad Ciudadana.
    - Dirección de Turismo.
8. Órganos Desconcentrados.
  - Regiones Policiales.
    - Región Policial Tumbes.
    - Región Policial Piura.
    - Región Policial Lambayeque.
    - Región Policial La Libertad.
    - Región Policial Loreto.
    - Región Policial Amazonas.
    - Región Policial Cajamarca.
    - Región Policial Huánuco.
    - Región Policial Junín.
    - Región Policial Pasco.
    - Región Policial Huancavelica.
    - Región Policial Cusco.
    - Región Policial Abancay.
    - Región Policial Ayacucho.
    - Región Policial Arequipa.
    - Región Policial Puno.
    - Región Policial San Martín.
    - Región Policial Ancash.
    - Región Policial Ucayali.
    - Región Policial Tacna.
    - Región Policial Moquegua.
    - Región Policial Madre de Dios.
    - Región Policial Ica.
    - Región Policial Lima.
    - Región Policial Callao.

  - Frentes Policiales
    - Frente Policial Puerto Inca.
    - Frente Policial VRAEM.

  - Comisarías
    - Urbanas.
    - Rurales.

## Escalas y empleos

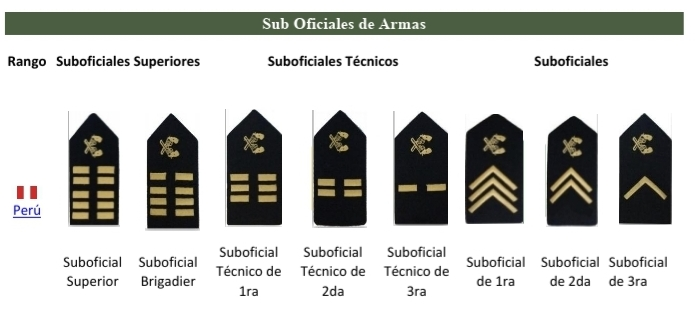
Grados de suboficiales de la Policía nacional del Perú

El orden jerárquico de la Policía Nacional del Perú desde 1992 (según el código obligatorio impuesto internacionalmente por la OTAN) se estructura de acuerdo con el siguiente escalafón de Personal en situación Policial:
| Oficiales policías            | Oficiales policías          | Oficiales policías  | Oficiales policías  | Oficiales policías    | Oficiales policías   | Oficiales policías   | Oficiales policías    | Oficiales policías    | Oficiales policías    |
| Rango                         | Oficiales Generales         | Oficiales Generales | Oficiales Generales | Oficiales superiores  | Oficiales superiores | Oficiales superiores | Oficiales Subalternos | Oficiales Subalternos | Oficiales Subalternos |
| ----------------------------- | --------------------------- | ------------------- | ------------------- | --------------------- | -------------------- | -------------------- | --------------------- | --------------------- | --------------------- |
| Perú                          |                             |                     |                     |                       |                      |                      |                       |                       |                       |
| Galones de General de Policía | Galones de Teniente General | Galones de General  | Galones de Coronel  | Galones de Comandante | Galones de Mayor     | Galones de Capitán   | Galones de Teniente   | Galones de Alférez    |                       |
| General de Policía            | Teniente General            | General             | Coronel             | Comandante            | Mayor                | Capitán              | Teniente              | Alférez               |                       |

| Suboficiales policías | Suboficiales policías     | Suboficiales policías     | Suboficiales policías     |
| --------------------- | ------------------------- | ------------------------- | ------------------------- |
| Rango                 | Suboficiales              | Suboficiales              | Suboficiales              |
| Perú                  |                           |                           |                           |
|                       | Suboficial de Primera PNP | Suboficial de Segunda PNP | Suboficial de Tercera PNP |

1. Oficiales policías.
1.1. Oficiales Generales:
- General de Policía.[Nota 2]
- Teniente General.[Nota 3]
- General.

1.2. Oficiales Superiores:
- Coronel.
- Comandante.
- Mayor.

1.3. Oficiales Subalternos:
- Capitán.
- Teniente.
- Alférez.

2. Oficiales de Servicios.
2.1. Oficiales Generales:
- General.[Nota 4]

2.2 Oficiales Superiores:
- Coronel.
- Comandante.
- Mayor.

2.3 Oficiales Subalternos:
- Capitán.

3.Suboficiales policías.
3.1. Suboficiales Superiores:
- Suboficial Superior.
- Suboficial Brigadier.

3.2 Suboficiales Técnicos:
- Suboficial Técnico de Primera.
- Suboficial Técnico de Segunda.
- Suboficial Técnico de Tercera

3.3. Suboficiales:
- Suboficial de Primera.
- Suboficial de Segunda.
- Suboficial de Tercera.

4. Suboficiales de Servicios:
4.1 Suboficiales Superiores:
- Suboficial Superior.
- Suboficial Brigadier.

4.2 Suboficiales Técnicos:
- Suboficial Técnico de Primera.
- Suboficial Técnico de Segunda.
- Suboficial Técnico de Tercera.

4.3 Suboficiales:
- Suboficial de Primera.
- Suboficial de Segunda.
- Suboficial de Tercera.

## Directores generales
| Nro. | Grado                   | Nombre y Apellidos                      | Periodo                                      | Promoción egreso | Mérito egreso | Fecha ascenso general | Fecha de nacimiento | Procedencia |
| ---- | ----------------------- | --------------------------------------- | -------------------------------------------- | ---------------- | ------------- | --------------------- | ------------------- | ----------- |
| 0    | Teniente General FF.PP. | Carlos Rodríguez Tirado                 | 1986-1988                                    |                  |               |                       |                     | BGCP        |
| 1    | Teniente General FF.PP. | Octavio Enrique Herrera Polo            | 1988-1989                                    |                  |               |                       | 26/02/1931          | BGCP        |
| 2    | Teniente General FF.PP. | Rubén Romero Sánchez                    | 1989-1990                                    |                  |               |                       |                     | BGCP        |
| 3    | Teniente General PNP    | Adolfo Javier Cuba y Escobedo           | 1990-1992                                    |                  |               | 01/01/1986            |                     | GRP         |
| 4    | Teniente General PNP    | Víctor Manuel Alva Plasencia            | 1992-1995                                    | 1959             | 5             | 01/01/1985            | 22/09/1934          | BGCP        |
| 5    | Teniente General PNP    | Antonio Ketín Vidal Herrera             | 1995-1997                                    | 1966             | 1             |                       | 13/06/1945          | PIP         |
| 6    | General de Policía      | Juan Fernando Dianderas Ottone          | 1997-2000                                    | 1966-2           |               |                       | 16/09/1945          | BGCP        |
| 7    | General de Policía      | Federico Gonzalo Hurtado Esquerre       | 2000                                         |                  |               |                       | 08/12/1943          | GRP         |
| 8    | General de Policía      | Gustavo Orlando Bravo Vargas            | 2000-2001                                    | 1967             |               |                       |                     | BGCP        |
| 9    | General de Policía      | Gilberto Armando Santisteban de la Flor | 2001-2002                                    |                  |               | 01/01/1998            | 07/10/1944          | BGCP        |
| 10   | General de Policía      | José Manuel Tisoc Lindley               | 2002-2003                                    |                  |               |                       | 17/11/1950          | BGCP        |
| 11   | General de Policía      | Eduardo Jaime Pérez Rocha               | 2003                                         |                  |               |                       | 10/08/1947          | BGCP        |
| 12   | General de Policía      | Jorge Gustavo Félix Carrión Zavala      | 2003-2004                                    | 1971             |               |                       | 08/03/1949          | GRP         |
| 13   | General de Policía      | Félix Medardo Murazzo Carrillo          | 2004-2005                                    | 1973             | 11            | 01/01/2001            | 31/03/1951          | PIP         |
| 14   | General de Policía      | Marco Enrique Miyashiro Arashiro        | Enero 2005 - septiembre 2005                 | 1975             | 1             | 01/01/2002            | 25/04/1953          | PIP         |
| 15   | General de Policía      | Luis Hermilio Montoya Villanueva        | Septiembre 2005 - diciembre 2006             |                  |               |                       | 10/07/1948          | BGCP        |
| 16   | General de Policía      | David Nicolás Rodríguez Segeu           | Diciembre de 2006 - diciembre de 2007        | 1975             | 1             | 01/01/2003            |                     | GRP         |
| 17   | General de Policía      | Octavio Edilberto Salazar Miranda       | Enero de 2008 - octubre de 2008              | 1977             |               | 01/01/2005            | 20/10/1952          | GRP         |
| 18   | General de Policía      | Mauro Walter Remicio Maguiño            | Octubre de 2008 - junio de 2009              | 1976             |               | 01/01/2005            | 29/05/1947          | PIP         |
| 19   | General de Policía      | José Armando Sánchez Farfán             | Junio de 2009 - julio de 2009                |                  |               |                       |                     | GRP         |
| 20   | General de Policía      | Elmer Miguel Hidalgo Medina             | Julio de 2009 - octubre de 2010              | 1977             |               | 01/01/2006            | 26/12/1952          | GRP         |
| 21   | General de Policía      | Raúl Óscar Becerra Velarde              | Noviembre de 2010 - octubre de 2011          | 1978             |               | 01/01/2007            | 16/01/1957          | BGCP        |
| 22   | General de Policía      | Raúl Salazar Salazar                    | Octubre de 2011 - marzo de 2013              | 1982             | 8             | 01/01/2010            | 23/01/1960          | BGCP        |
| 23   | General de Policía      | Jorge Flores Goicochea                  | Marzo 2013 - agosto 2015                     | 1978             | 2             | 01/01/2011            | 13/09/1955          | BGCP        |
| 24   | General de Policía      | Vicente Romero Fernández                | Agosto de 2015 - septiembre de 2017          | 1980             | 47            | 01/01/2012            | 07/12/1955          | BGCP        |
| 25   | General de Policía      | Richard Douglas Zubiate Talledo         | Septiembre de 2017-octubre de 2018           | 1981             | 138           | 01/01/2013            | 23/12/1959          | BGCP        |
| 25   | General de Policía      | José Luis Lavalle Santa Cruz            | Octubre de 2018 - abril de 2020              | 1983-2           | 1             | 01/01/2013            | 09/06/1961          | PIP         |
| 26   | General de Policía      | Max Reinaldo Iglesias Arévalo           | Abril 2020 - mayo 2020                       | 1984             | 3             | 01/01/2016            | 25/05/1962          | PIP         |
| 27   | General de Policía      | Héctor Heráclides Loayza Arrieta        | Mayo 2020 - agosto 2020                      | 1984             | 25            | 01/01/2017            | 11/10/1960          | BGCP        |
| 28   | General de Policía      | Orlando Velasco Mujica                  | Agosto 2020 - noviembre 2020                 | 1987             | 1             | 01/01/2017            | 30/09/1965          | GRP         |
| 29   | General de Policía      | César Augusto Cervantes Cárdenas        | Noviembre 2020 -septiembre 2021              | 1989             | 2             | 01/01/2018            | 20/09/1963          | PIP         |
| 30   | General de Policía      | Javier Santos Gallardo Mendoza          | Septiembre 2021 - enero de 2022              | 1986             | 1             | 01/01/2019            | 19/08/1964          | GRP         |
| 31   | General de Policía      | Vicente Tiburcio Orbezo                 | 2 de febrero del 2022 - 23 de mayo del 2022  | 1988             | 100           | 01/01/2019            | 15/12/1964          | PIP         |
| 32   | General de Policía      | Luis Alberto Vera Llerena               | 23 de mayo del 2022 - 26 de agosto del 2022  | 1988             | 28            | 01/01/2019            | 30/04/1962          | PIP         |
| 33   | General de Policía      | Raúl Enrique Alfaro Alvarado            | 26 de agosto del 2022 - 20 de marzo del 2023 | 1989             | 1             | 01/01/2019            | 09/12/1967          | PIP         |
| 34   | General de Policía      | Jorge Luis Angulo Tejada                | 21 de marzo del 2023 - 22 de enero del 2024  | 1986             | 4             | 01/01/2020            | 29/04/1962          | BGCP        |
| 35   | General de Policía      | Víctor José Zanabria Angulo             | 22 de enero del 2024                         | 1986             | 212           | 01/01/2020            | 03/04/1966          | BGCP        |

## Equipamiento

### Armas
| Modelo                       | Tipo                | Calibre     | Origen         |  |
| ---------------------------- | ------------------- | ----------- | -------------- |  |
| SIG Sauer Pro                | Pistola             | 9x19 mm     | Estados Unidos |  |
| Smith & Wesson Modelo 36     | Revólver            | .38 SPL     | Estados Unidos |  |
| Smith & Wesson Modelo 60     | Revólver            | .357 Magnum | Estados Unidos |  |
| Beretta 92FS                 | Pistola             | 9x19 mm     | Italia         |  |
| Star 30M                     | Pistola             | 9x19 mm     | España         |  |
| Heckler & Koch MP5           | Subfusil            | 9x19 mm     | Alemania       |  |
| SIG MPX                      | Subfusil            | 9x19 mm     | Estados Unidos |  |
| Uzi                          | Subfusil            | 9x19 mm     | Israel         |  |
| SIMA-CEFAR MGP-87            | Subfusil            | 9x19 mm     | Perú           |  |
| SAVAGE                       | Escopeta            | 12/70       | Estados Unidos |  |
| Akkar Karatay                | Escopeta            | 12/70       | Turquía        |  |
| IWI ARAD                     | Fusil de asalto     | 5,56x45 mm  | Israel         |  |
| SIG Sauer SIG516             | Fusil de asalto     | 5,56x45 mm  | Estados Unidos |  |
| Heckler & Koch HK G3 A3 & A4 | Fusil de asalto     | 7,62x51 mm  | Alemania       |  |
| Heckler & Koch HK 33         | Fusil de asalto     | 5,56x45 mm  | Alemania       |  |
| Colt M16A2                   | Fusil de asalto     | 5,56x45 mm  | Estados Unidos |  |
| Colt M4                      | Fusil de asalto     | 5,56x45 mm  | Estados Unidos |  |
| Karabin MPI-KM               | Fusil de asalto     | 7,62x39 mm  | Rumania        |  |
| AKM-65                       | Fusil de asalto     | 7,62x39 mm  | Rusia          |  |
| FN FAL                       | Fusil de asalto     | 7,62x51 mm  | Argentina      |  |
| Sig Sauer SiG 716 DMR        | Fusil francotirador | 7,62x51 mm  | Estados Unidos |  |
| Heckler & Koch HK 91-A2      | Fusil francotirador | 7,62x51 mm  | Alemania       |  |
| SVD Dragunov                 | Fusil francotirador | 7,62x51 mm  | Rusia          |  |
| Heckler & Koch HK 11-A1      | Ametralladora Media | 7,62x51 mm  | Alemania       |  |
| M-60                         | Ametralladora Media | 7,62x51 mm  | Estados Unidos |  |
| RPD                          | Ametralladora Media | 7,62x39 mm  | Rusia          |  |
| PKM                          | Ametralladora Media | 7,62x39 mm  | Rusia          |  |
| M-1919                       | Ametralladora Media | 7,62x51 mm  | Estados Unidos |  |

### Vehículos
| PICK UP SUV Radio Patrullas | PICK UP SUV Radio Patrullas | PICK UP SUV Radio Patrullas    | PICK UP SUV Radio Patrullas |
| Vehículo                    | Fabricante                  | Función                        | Origen                      |
| --------------------------- | --------------------------- | ------------------------------ | --------------------------- |
| Ssangyong Rexton W          | Ssangyong                   | Radio patrulla Inteligente     | Corea del Sur               |
| Hyundai Santa Fe            | Hyundai                     | Radio patrulla Inteligente     | Corea del Sur               |
| Hyundai Tucson              | Hyundai                     | Radio patrulla/Águilas Negras  | Corea del Sur               |
| Kia Sportage                | Kia                         | Radio patrulla/Escolta         | Corea del Sur               |
| Toyota Hilux                | Toyota                      | Radio patrulla/Carreteras      | Japón                       |
| Mitsubishi L200             | Mitsubishi                  | Radio Patrulla/SUAT/Turismo    | Japón                       |
| Volkswagen Amarok           | Volkswagen                  | Radio patrulla/Carreteras      | Alemania                    |
| Toyota Prado                | Toyota                      | Escolta/Seguridad Presidencial | Japón                       |
| Nissan Frontier 4x2/4x4     | Nissan                      | Radio patrulla/Carreteras      | Japón                       |
| Nissan Navara               | Nissan                      | Carreteras/SUAT                | Japón                       |
| Nissan X-Trail              | Nissan                      | Carreteras/Turismo             | Japón                       |
| Suzuki Grand Vitara         | Suzuki                      | Águilas Negras                 | Japón                       |
| Hummer H2                   | Hummer                      | Comunicaciones                 | Estados Unidos              |
| Ford Explorer               | Ford                        | SUAT                           | Estados Unidos              |
| Dodge Durango               | Dodge                       | Comunicaciones                 |                             |

| Automóviles Radio Patrullas | Automóviles Radio Patrullas | Automóviles Radio Patrullas | Automóviles Radio Patrullas |
| Modelo                      | Fabricante                  | Función                     | Origen                      |
| --------------------------- | --------------------------- | --------------------------- | --------------------------- |
| Nissan Almera               | Nissan                      | Radio patrulla              | Japón                       |
| Nissan Tiida                | Nissan                      | Radio patrulla              | Japón                       |
| Nissan Sentra               | Nissan                      | Radio patrulla/Dirincri     | Japón                       |
| Toyota Corolla              | Toyota                      | Policía Turismo             | Japón                       |
| Fiat Palio                  | Fiat                        | Águilas Negras              | Italia                      |

| Motocicletas         | Motocicletas | Motocicletas            | Motocicletas |
| Vehículo             | Fabricante   | Función                 | Origen       |
| -------------------- | ------------ | ----------------------- | ------------ |
| yamaha xj 900 police | Yamaha       | Motocicleta Rápida      | Japón        |
| Yamaha Fazer 600     | Yamaha       | Motocicleta Rápida      | Japón        |
| Yamaha XJ6S/SAP      | Yamaha       | Motocicleta Rápida      | Japón        |
| Yamaha XT-225        | Yamaha       | Motocicleta Rápida      | Japón        |
| Honda XR 250         | Honda        | Motocicleta Todoterreno | Japón        |
| Bajaj Pulsar         | Bajaj        | Motocicleta Urbana      | India        |
| Honda CBX 250        | Honda        | Motocicleta Urbana      | Japón        |

| Vehículos de Operaciones Especiales Multiproposito | Vehículos de Operaciones Especiales Multiproposito | Vehículos de Operaciones Especiales Multiproposito | Vehículos de Operaciones Especiales Multiproposito |
| Vehículo                                           | Fabricante                                         | Función                                            | Origen                                             |
| -------------------------------------------------- | -------------------------------------------------- | -------------------------------------------------- | -------------------------------------------------- |
| BMR600                                             | Santa Bárbara Sistemas                             | Blindado                                           | España                                             |
| Casspir MKI                                        | Denel                                              | Blindado                                           | Sudáfrica                                          |
| UR416                                              | Thyssen Henschel                                   | Blindado                                           | Alemania                                           |
| LO 1114 lanza-agua                                 | Mercedes-Benz                                      | Carro lanza-agua                                   | Alemania                                           |
| M-462 lanza-agua                                   | AIL                                                | Carro lanza-agua                                   | Israel                                             |
| Iveco Eurocargo                                    | Iveco                                              | Camión Portatropa                                  | Italia                                             |
| Nissan Condor                                      | Nissan                                             | Camión Portatropa                                  | Japón                                              |
| M-325                                              | AIL                                                | Camión Portatropa                                  | Israel                                             |
| M-462                                              | AIL                                                | Camión Portatropa                                  | Israel                                             |
| Ford F-350                                         | Ford                                               | Camión Portatropa                                  | Estados Unidos                                     |
| Chevrolet C-40                                     | Chevrolet                                          | Camión Portatropa                                  | Estados Unidos                                     |
| Canter Euro                                        | Mitsubishi Fuso                                    | Grúa                                               | Japón                                              |
| Sprinter 312D                                      | Mercedes-Benz                                      | Vehículos Multiproposito                           | Alemania                                           |
| Sprinter 315i                                      | Mercedes-Benz                                      | Vehículos Multiproposito                           | Alemania                                           |
| Crafter Police Van                                 | Volkswagen                                         | Vehículos Multiproposito                           | Alemania                                           |
| Ducato Police Van                                  | Fiat                                               | Criminalistica                                     | Italia                                             |
| Sprinter Van Ambulance                             | Mercedes-Benz                                      | Ambulancia                                         | Alemania                                           |
| Boxer Van Ambulance                                | Peugeot                                            | Ambulancia                                         | Francia                                            |
| MAN RR4                                            | MAN                                                | Bus                                                | Alemania                                           |
| Volksbus 9.150                                     | Volkswagen                                         | Bus                                                | Alemania                                           |
| Marcopolo Paradiso                                 | Marcopolo                                          | Bus                                                | Brasil                                             |
| Modasa Titan                                       | Mercedes Benz                                      | Bus                                                | Alemania                                           |

### Aeronaves
| Helicópteros              | Helicópteros                | Helicópteros                      | Helicópteros   |
| Aeronave                  | Fabricante                  | Función                           | Origen         |
| ------------------------- | --------------------------- | --------------------------------- | -------------- |
| Mil Mi-17                 | Mil                         | Helicóptero de Transporte y carga | Rusia          |
| Sikorsky UH-60 Black Hawk | Sikorsky Aircraft           | Helicóptero de asalto             | Estados Unidos |
| Eurocopter EC145          | Airbus Helicopters          | Helicóptero de búsqueda y rescate | Unión Europea  |
| Robinson R44              | Robinson Helicopter Company | Helicóptero utilitario            | Estados Unidos |

| Aviones                   | Aviones                                   | Aviones             | Aviones        |
| Aeronave                  | Fabricante                                | Función             | Origen         |
| ------------------------- | ----------------------------------------- | ------------------- | -------------- |
| Antonov AN-32B            | Antonov                                   | Avión de Transporte | Rusia          |
| Harbin Y-12               | Harbin Aircraft Manufacturing Corporation | Avión de Transporte | China          |
| Beechcraft 1900           | Beechcraft                                | Avión de Transporte | Estados Unidos |
| Britten-Norman BN-2       | Britten-Norman                            | Avión de Transporte | Inglaterra     |
| Beechcraft Super King Air | Beechcraft                                | Avión de Transporte | Estados Unidos |
| Piper PA-31 Navajo        | Piper Aircraft                            | Avión de Transporte | Estados Unidos |
| Cessna 210                | Cessna                                    | Avión de Transporte | Estados Unidos |
| Cessna 208                | Cessna                                    | Avión de Transporte | Estados Unidos |
| Cessna 206                | Cessna                                    | Avión de Transporte | Estados Unidos |
| Cessna T-41 Mescalero     | Cessna                                    | Avión de Transporte | Estados Unidos |
| Cessna 172                | Cessna                                    | Avión de Transporte | Estados Unidos |

## Divisiones destacadas

### Dirección de Operaciones Especiales
La Dirección de Operaciones Especiales, más conocida como “DINOES” es una unidad especializada de la Policía Nacional del Perú. La Dirección de Operaciones Especiales, previene y combate el terrorismo; presta apoyo a otras unidades de la Policía Nacional, en el mantenimiento y/o restablecimiento del orden público y seguridad ciudadana, cuando son rebasadas en su capacidad operativa; interviene en catástrofes y desastres naturales; participa en la defensa interior del territorio y en la soberanía de la frontera; coadyuva en la pacificación del país y garantiza la vida e integridad física de las personas y el normal desarrollo de sus actividades.
En febrero de 1988, con Memorándum N.º 36-88-IN/VM, se dispuso que la Dirección de Operaciones Especiales opere el local del Fundo Barbadillo (ex-centro de instrucción PIP). En marzo de 1991, se dispuso también que su Jefatura y el Estado Mayor se instale en el cuarto piso del Ministerio del Interior. Mediante RD.N° 1273-91-DG.PNP/EMG del 11 de marzo de 1991, la denominada Base DINOES. Esta base recibe el nombre de Cuartel Policial Coronel PNP Marco Puentes Llanos, en memoria a uno de sus integrantes, muerto en acción de armas en un enfrentamiento con delincuentes terroristas en el distrito de Ñuñoa del Departamento de Puno.

### Subunidad de Acciones Tácticas
La Subunidad de Acciones Tácticas, más conocida como SUAT es una unidad de operaciones especiales de la Policía Nacional del Perú. Actualmente denominada División de Operaciones Tácticas Urbanas, depende de la Dirección de Operaciones Especiales de la Policía Nacional; el equipo SUAT, es compacto: el equipo de asalto es de 7 miembros y solo 146 integran la unidad. 
La SUAT es un grupo élite enfocado en combate cercano, que se basa en los equipos SWAT de EE. UU. y solo interviene cuando en las operaciones policiales, otras alternativas fallan o se prevé un riesgo tal que cualquier otra opción podría fallar. El entrenamiento no solo es en uso de armas, sino en escenarios posibles de ingresos a inmuebles para detener y neutralizar delincuentes o rescatar rehenes, muchos de sus entrenamientos han sido llevados a cabo por instructores del Séptimo Grupo de Fuerzas Especiales y Rangers del Ejército de EE. UU.
La SUAT fue creada el 4 de noviembre de 1988 mediante la RD N° 3230-88-COAS como una respuesta al aumento de la violencia y la actividad terrorista en los entornos urbanos del Perú, debido a grupos como Sendero Luminoso y el Movimiento Revolucionario Túpac Amaru (MRTA). Años después, el equipo fue especializándose en situaciones con rehenes, como la toma de una sede del BBVA en Gamarra en 2010, que terminó con la muerte del secuestrador tras la intervención de un equipo SUAT. Con el tiempo, esta división ha ido especializándose en la captura de sicarios y organizaciones criminales. Sus entrenamientos se realizan en la Base de Operaciones de la División Táctica Urbana - SUAT PNP, ubicada en La Perla, Callao. Los entrenamientos se centran en ejercicios de tiro y asalto de instalaciones.  
Para formar parte de la "SUAT", se requiere ser Oficial o Suboficial de armas de la Policía Nacional y realizar el curso de capacitación que tiene una duración de diez semanas, denominado “Curso de Técnicas y Tácticas de Combate Cercano”, normalmente inician 60 policías y concluyen solo 15 en promedio; una vez en la unidad el efectivo policial podrá seguir cursos  de francotirador, demoliciones y brechas, y el curso avanzado en Combate Urbano.

### División de Investigación de delitos de Alta Complejidad
La División de Investigación de delitos de Alta Complejidad fue creada en 2016. Esta se encarga de participar en casos establecidos por el Ministerio Público, como la minería ilegal, la división del Tren de Aragua o los expedientes del Equipo Especial contra la Corrupción del Poder (Eficcop).
En 2023, el gobierno de Dina Boluarte coordinó que la división dejase de tener autonomía y pase como dependencia de la Dirección de Investigación Criminal.

## Críticas

#### Confianza en la Policía Nacional del Perú
En un contexto de creciente inseguridad y crisis institucional, la confianza de la ciudadanía en la Policía Nacional del Perú (PNP) ha caído a niveles alarmantes. Según una reciente encuesta publicada en abril del 2025 (Datum), solo el 27% de los peruanos confía en la PNP, lo que representa una disminución significativa en comparación con años anteriores. Esta desconfianza se ve reflejada en diversas situaciones cotidianas como por ejemplo, la sensación ciudadana de falta de presencia policial efectiva.

#### Corrupción policial en Perú
La corrupción policial en Perú es una forma de mala conducta policial en la que los miembros de la Policía Nacional del Perú (PNP) terminan rompiendo su contrato político y abusando de su poder para beneficio personal, desprestigiando a la institución policial. Este tipo de corrupción puede involucrar a uno o un grupo de agentes. La corrupción policial interna es un desafío a la confianza pública, la cohesión de las políticas de los diferentes órganos de línea, los derechos humanos y violaciones legales que implican graves consecuencias. La corrupción policial en Perú puede adoptar muchas formas, como las coimas de tránsito, sobornos para ascender irregularmente de rango, robo de combustible, tráfico de influencias, narcotráfico, alquiler de armas a grupos criminales, complicidad para la extorsión, abuso de autoridad, uso excesivo de la fuerza, conspiración, ofrecimiento de sicariato y espionaje.